# Kremna (Prnjavor)
Pour les articles homonymes, voir Kremna.
Kremna (en serbe cyrillique : Кремна) est un village de Bosnie-Herzégovine. Il est situé dans la municipalité de Prnjavor et dans la république serbe de Bosnie. Selon les premiers résultats du recensement bosnien de 2013, il compte 959 habitants.

## Démographie

### Évolution historique de la population dans la localité
| 1948 | 1953 | 1961  | 1971  | 1981  | 1991  | 2013 |
| ---- | ---- | ----- | ----- | ----- | ----- | ---- |
| -    | -    | 1 235 | 1 144 | 1 198 | 1 155 | 959  |

|  |

### Communauté locale
En 1991, la communauté locale de Kremna comptait 1 561 habitants, répartis de la manière suivante :